# Чукикамата

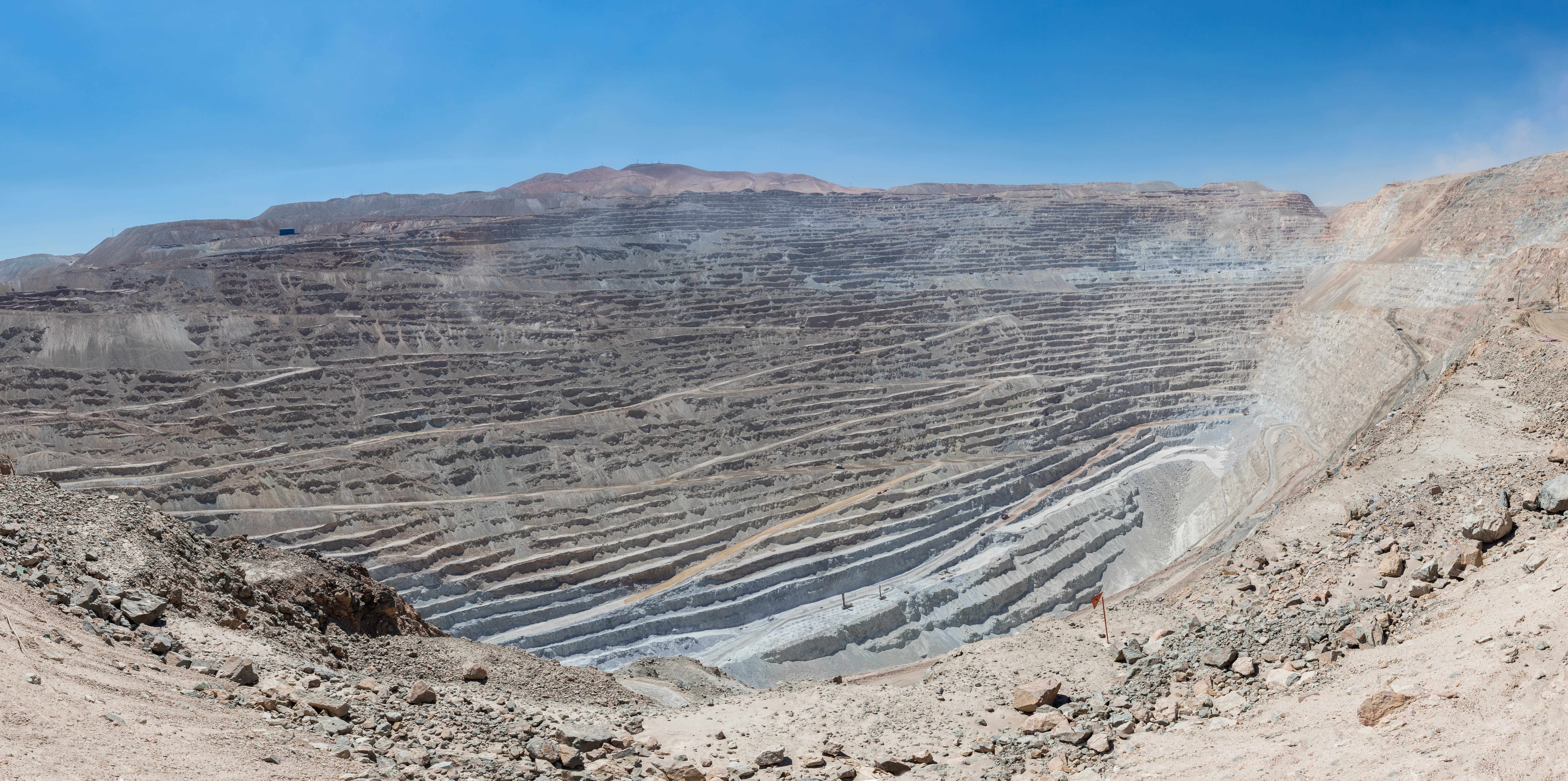
Панорама карьера

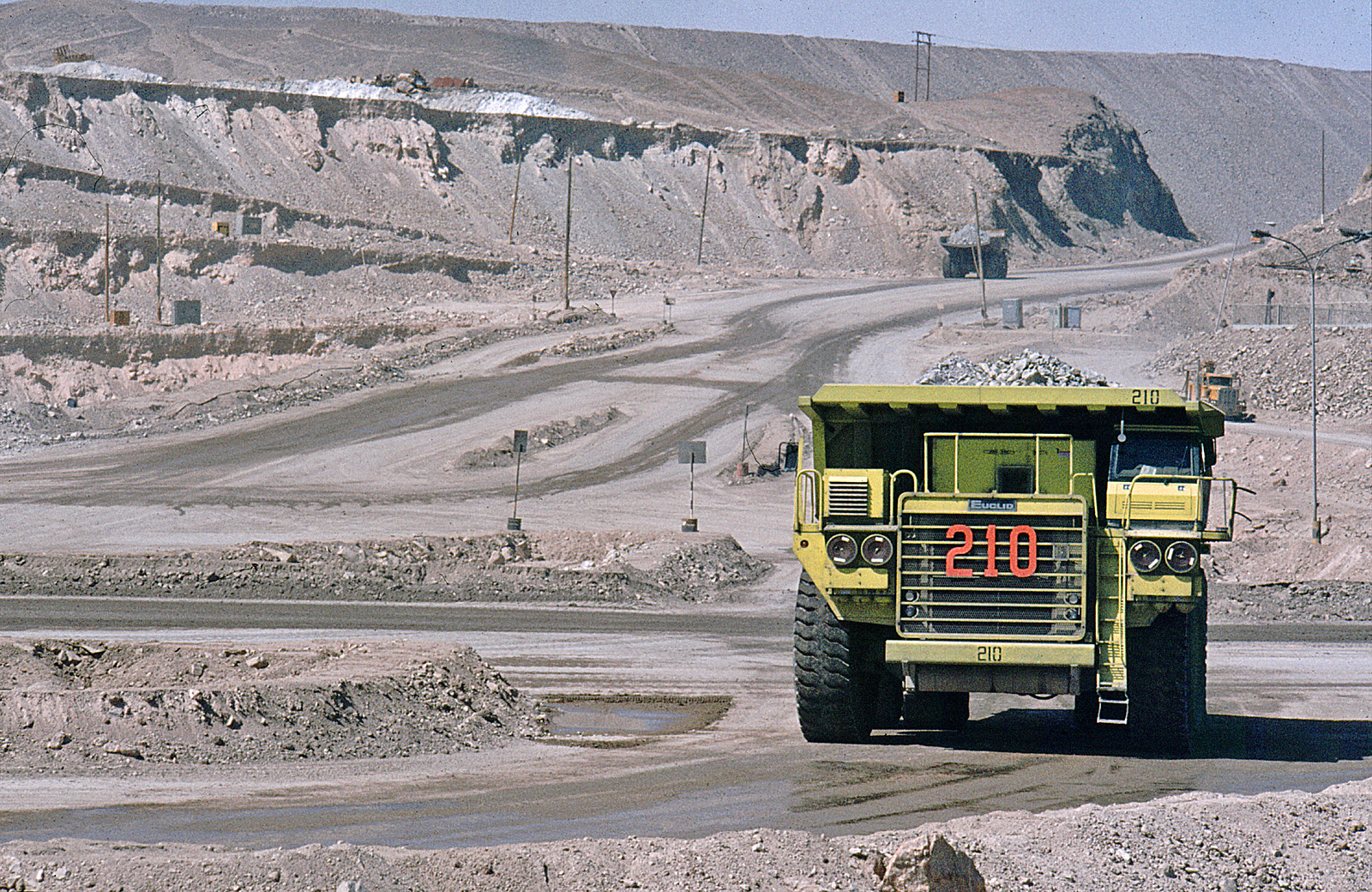
В карьере

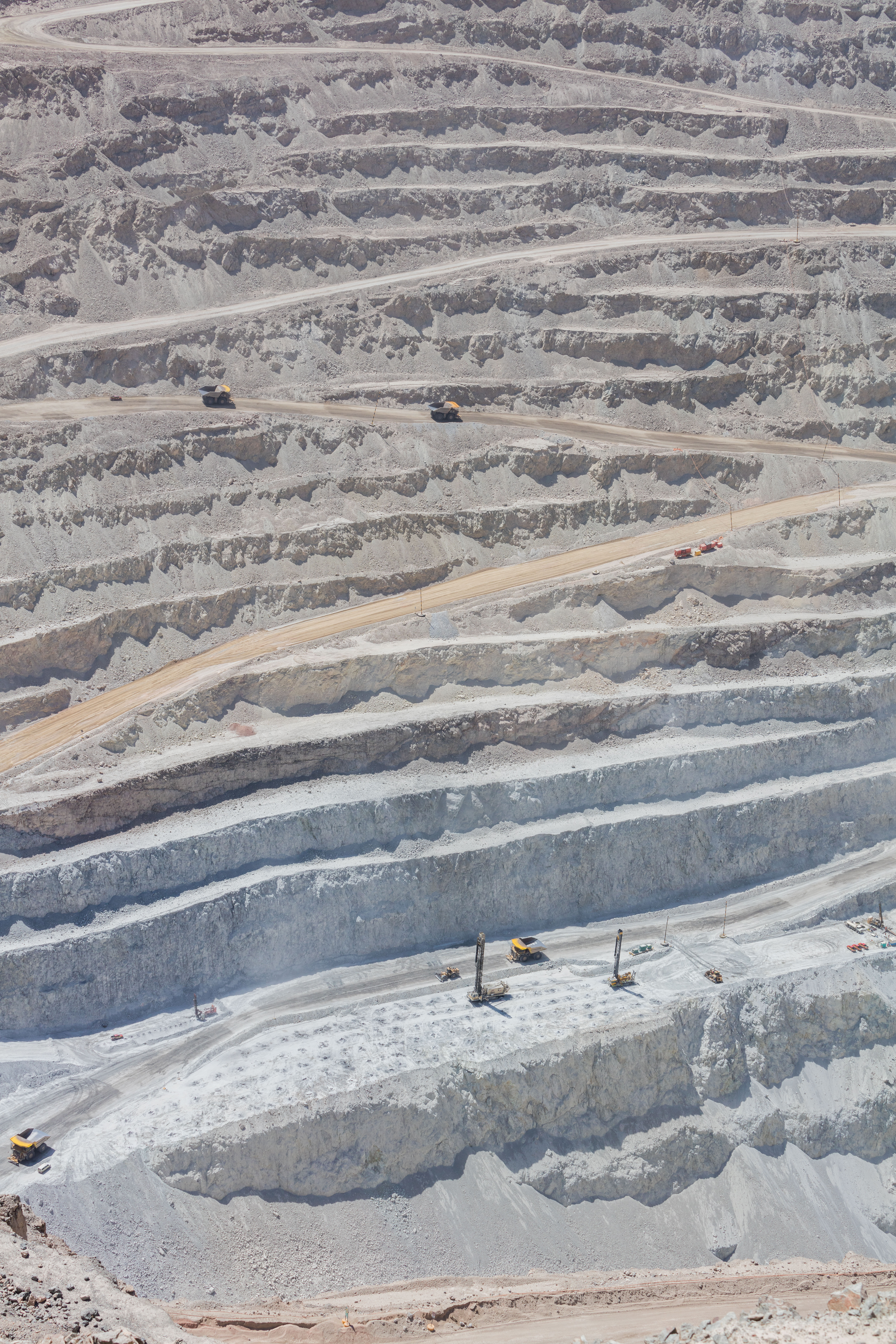

Чукикамата (исп. Chuquicamata) — самый большой в мире открытый рудник (карьер), в котором добывают медную руду на одноимённом месторождении, разрабатываемом с 1915 года. Расположен в центральных Андах на высоте 2840 м на севере Чили в 240 км к северо-востоку от города Антофагаста. Входит в структуру Чилийской национальной медной корпорации — самого крупного производителя меди в мире.
В течение многих лет карьер был известен как самый крупный карьер в мире с самым большим суточным объёмом извлекаемой и перемещаемой горной массы: руды и вскрыши. Однако недавно уступил пальму первенства по объёмам перемещаемой породы карьеру Эскондида (Minera Escondida). Он остаётся самым большим по размерам карьером в мире, его размеры составляют: 4,3 км в длину; 3 км в ширину. По глубине — 850 метров — Чукикамата является вторым в мире, после карьера Бингем-Каньон (1200 метров).
С конца 1960-х — начала 1970-х разрабатывается компанией CODELCO. В настоящее время там добывается более млн тонн меди в год на сумму около 3 млрд долл 